# くらしワイド1130
『くらしワイド1130』（くらしワイドいちいちさんまる）とは、2004年4月5日から2005年9月30日までテレビ金沢で放送された平日昼前のローカル情報番組である。

## 概要
本番組は、『NNNニュースダッシュ』と『北國新聞ニュース』を一括内包したローカル情報番組であった。本番組が開始されたことによって、『NNNニュースダッシュ』のネットが11:44まで拡大された。また、本時間帯の『北國新聞ニュース』も、本番組が開始されたことによってそれまで原則2項目のニュースから3項目のニュースへと拡充された。その一方で、本番組の開始によって、午前ワイドショー枠の直後に放送されていた『KTKウェザースポット』が消滅した。
放送開始時刻は11:30であったが、実際には11時29分30秒からオープニングが放送されていた。『新金沢小景』の再放送や夕方ワイド番組『2時間ワイドじゃんけんぽん』の予告が放送されていたこともある。。

## タイムテーブル
- 11:29.30 オープニング
- 11:30 『NNNニュースダッシュ』
- 11:45 『北國新聞ニュース』
- 11:50 生活情報・天気予報
- 11:58 終了

## 放送時間
- 月曜日 - 金曜日 11:30 - 12:00 （JST、2004年4月5日 - 2005年9月30日） - 前述の通り、実際には11時29分30秒スタートであった。